# 巴拉多
巴拉多 Barad-dur（辛達林語稱為黑暗塔 Dark Tower，黑暗語為路格柏茲 Lugburz）是托爾金（J. R. R. Tolkien）小說魔戒三部曲（The Lord of the Rings）裡索倫（Sauron）的要塞。
塔頂的索倫之眼（Eye of Sauron）注視著中土大陸。
巴拉多是黑暗魔君索倫在第二紀元所興建，花費了約六百年時間完成。自安格班（Angband）墜毀後，巴拉多是最巨大的要塞，索倫的力量都聚集於此。這可能是魔戒的力量。
第二紀元末，巴拉多被精靈及人類最後同盟（Last Alliance of Elves and Men）圍攻長達七年，終被摧毀。但巴拉多是以魔戒的力量建造，巴拉多的根基未被完全破壞，除非魔戒被毀滅。埃西鐸（Isildur）切斷了索倫的手指，獲得魔戒，但他不願摧毀魔戒，所以索倫在一千多年後返回魔多（Mordor）後得以輕易重建。
這裡有一個關於巴拉多的矛盾：在附錄B中指出，索倫在第二紀元約1000開始建造巴拉多，約1600年完成，同時鑄造了魔戒，但愛隆（Elrond）卻主張巴拉多是「以魔戒的力量建造」。在原文裡並沒有說明這點，但這表明巴拉多的興建並沒有利用魔戒的力量，事實上，當魔戒被毀滅時，巴拉多亦倒塌。（這可能是索倫將建造巴拉多的力量注入魔戒，這麼可確保即使索倫失敗，巴拉多依然存在。）
巴拉多被形容為規模巨大得非常離奇，托爾金並未有詳細說明巴拉多的大小和力量。
在阿蒙漢（Amon Hen）之時，佛羅多·巴金斯（Frodo Baggins）感受到巴拉多的力量，「一層層的城牆、一道道的護城河、黑色的恐懼、刀山劍林、鋼鐵的堡壘、精金的高塔，這就是要塞巴拉多，索倫的根據地」。

## 改編描述

電影《魔戒三部曲》裡，索倫失敗，巴拉多毀滅。

由彼得·傑克遜（Peter Jackson）執導的電影《魔戒三部曲》裡，理查·泰勒（Richard Taylor）及其設計人員製作了一個九米高的巴拉多模型以作拍攝之用，巴拉多描述為超過1500米高，大致是芝加哥 （Chicago）西爾斯大樓（Sears Tower）的三倍高度。
在《魔戒三部曲:王者歸來》裡，有從黑門（Black Gate） 看見巴拉多的畫面，巴拉多似乎距黑門約100米，位於黑門以東，而不是在烏頓（Udûn）山脈後，否則亞拉岡（Aragorn）的軍隊是不可能看見巴拉多。電影裡也展示巴拉多在末日火山（Mount Doom）之前，但如果查看中土大陸的地圖，從黑門方向看去，巴拉多是位於末日火山之後。在電影版本，魔多及中土大陸的地理很簡潔，這可能與美術原因有關。在黑門方向看見巴拉多是為了使軍隊能看見索倫之眼，使「亞拉岡面對索倫」。原本，亞拉岡會看見索倫，但製片人認為太偏離原著，於是以描述索倫和亞拉岡的「眼神爭鬥」取代了。然而，傑克遜以索倫之眼解釋為索倫的肉體，並不見於托爾金的原著，書中的索倫並沒有肉身上的眼睛，只有塔頂上的空間，有一窗戶直接朝著末日火山。

## 外部連結
- https://web.archive.org/web/20100725112636/http://www.glyphweb.com/arda/ The Encyclopedia of Arda, "The Return of the King: A Movie-goer's Guide"